# Vabres-l’Abbaye
Vabres-l’Abbaye [vabʁ labei] ist ein Ort und eine – ehemals zur historischen Provinz Rouergue gehörende – südfranzösische Gemeinde mit 1.209 Einwohnern (Stand 1. Januar 2022) im Département Aveyron in der Region Okzitanien.

## Lage
Der Ort Vabres liegt auf ca. 310 m Höhe ü. d. M. und wird vom Dourdou de Camarès durchflossen, einem Nebenfluss des Tarn, und ist ca. 37 Kilometer (Fahrtstrecke) in südwestlicher Richtung von der Stadt Millau entfernt. Das Gemeindegebiet gehört zum Regionalen Naturpark Grands Causses. An der westlichen Gemeindegrenze verläuft das Flüsschen Gos.

## Bevölkerungsentwicklung
| Jahr      | 1800 | 1851 | 1901 | 1954 | 1999 | 2013 |
| Einwohner | 770  | 1278 | 1263 | 790  | 1085 | 1168 |

Der Bevölkerungsrückgang in der ersten Hälfte des 20. Jahrhunderts ist im Wesentlichen auf den Verlust an Arbeitsplätzen infolge der Mechanisierung der Landwirtschaft zurückzuführen. In den 1980er Jahren wurden zwei ehemals selbständige Nachbargemeinden eingemeindet.

## Wirtschaft
Der Ort Vabres diente lange Zeit den ausschließlich landwirtschaftlich orientierten und sich weitestgehend selbstversorgenden Weilern (hameaux) und Einzelgehöften in der Umgebung als Handwerks-, Handels- und Dienstleistungszentrum. Seit der Mitte des 20. Jahrhunderts spielt der Tourismus in Form der Vermietung von Ferienwohnungen (gîtes) eine nicht unbedeutende Rolle für das Wirtschaftsleben des Ortes.

## Geschichte
Im Jahr 863 gab Raimund I., Graf von Toulouse das Gebiet um Vabres einer Gruppe von Benediktinermönchen. Zweihundert Jahre später wurde die Abtei Vabres dem Kloster Saint-Victor in Marseille unterstellt. Am 13. August 1317 machte der in Avignon residierende Papst Johannes XXII. die Abtei Vabres zum Sitz einer neuen Diözese, da er das Bistum Rodez für zu groß hielt. Im Jahr 1568 eroberten und zerstörten protestantische Truppen den Ort. Während der Französischen Revolution wurde das Bistum Vabres aufgelöst; die Kathedrale wurde verwüstet.

## Sehenswürdigkeiten
- Die aus dem 14. und 15. Jahrhundert stammende ehemalige Kathedrale Saint-Sauveur ist ein einschiffiger gotischer Bau mit Seitenkapellen und flachschließender Apsis, der jedoch während der Hugenottenkriege (1562–1598) stark in Mitleidenschaft gezogen wurde. Nach dem Wiederaufbau im frühen 17. Jahrhundert wurde der Bau erneut von den Protestanten in Brand gesetzt. Die in den Jahren nach 1715 nahezu neuerbaute Kirche musste in den Revolutionsjahren erneut schwere Verwüstungen im Innern über sich ergehen lassen – so wurde z. B. der Marmor des Altars demontiert, um ein Denkmal für Jean-Paul Marat zu bauen. Im Innern haben sich jedoch eine Micot-Orgel aus den Jahren 1761/2 sowie die Predigtkanzel erhalten. Der heute als Pfarrkirche dienende Bau ist seit 1992 als Monument historique anerkannt.[1]

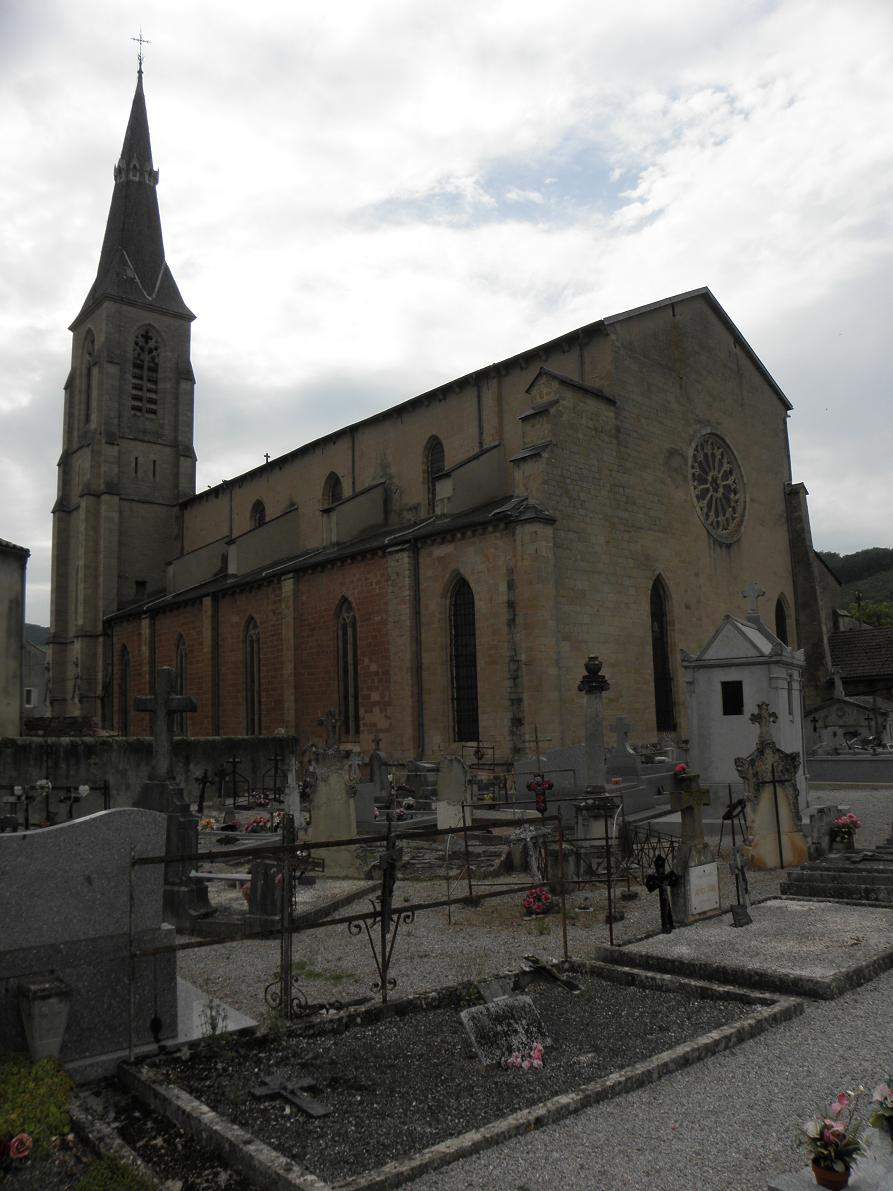
Ehemalige Kathedrale Saint-Sauveur
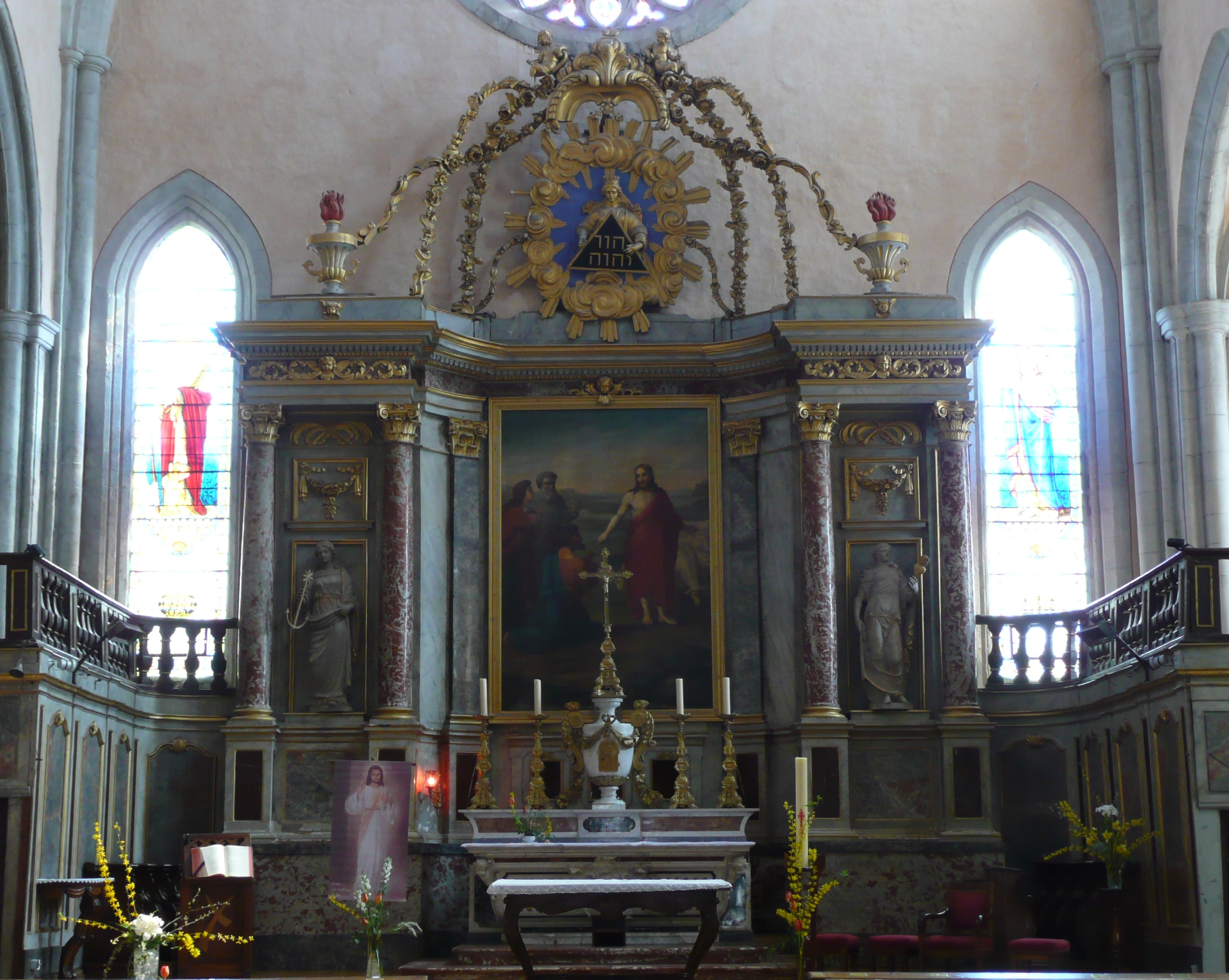
Altar
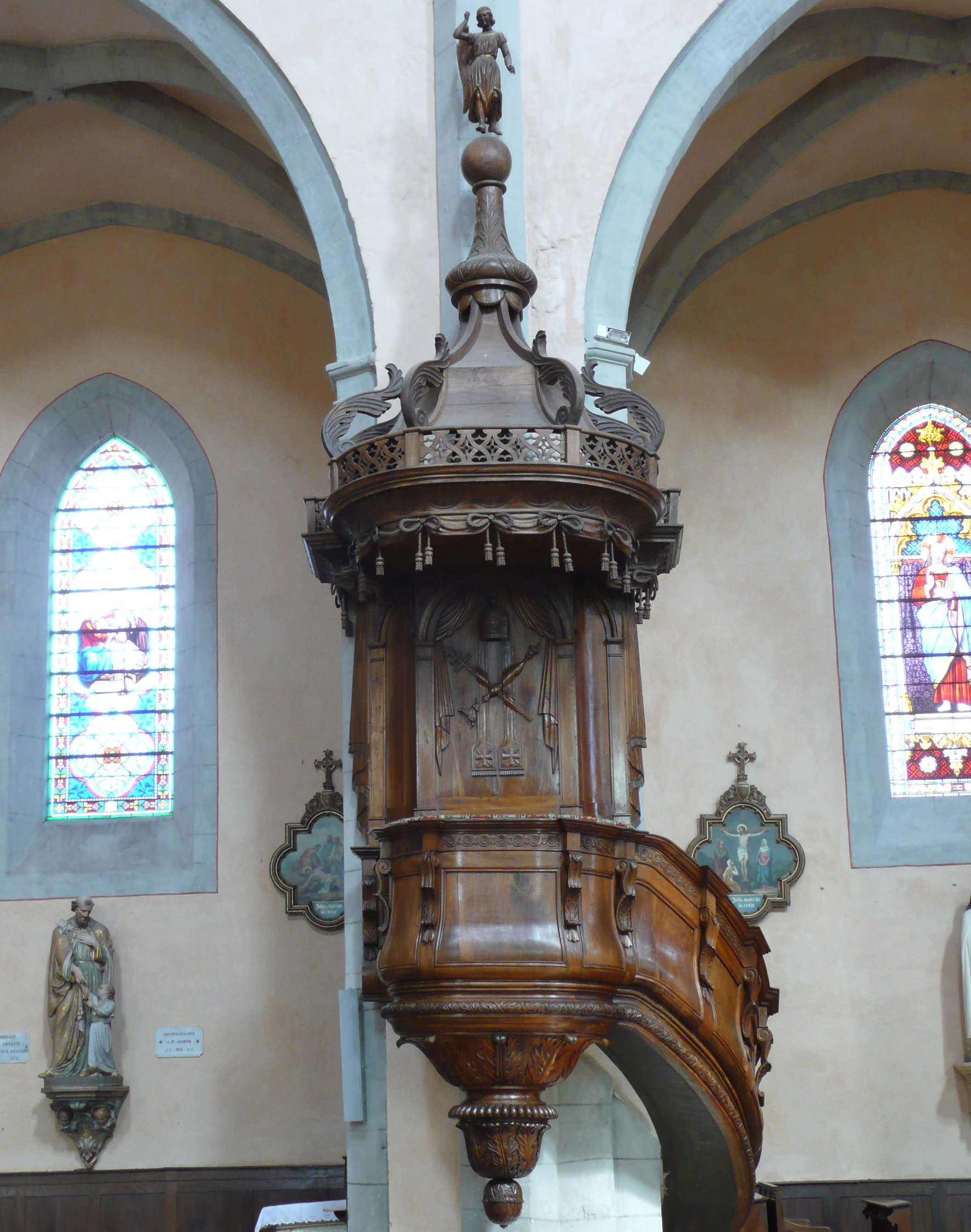
Kanzel
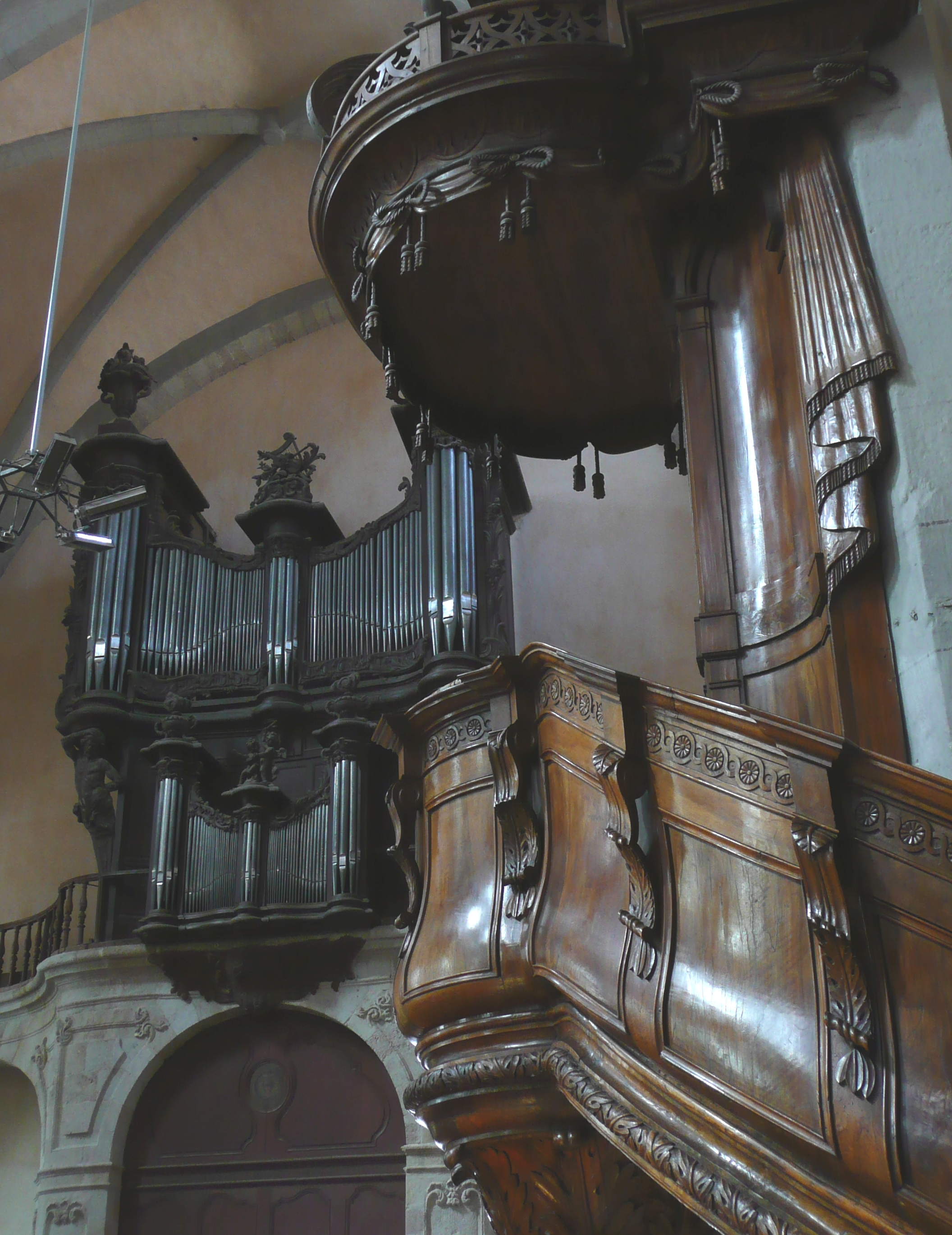
Kanzel und Orgel

- Der Bischofspalast (palais épiscopal) ist ein Bau aus dem beginnenden 18. Jahrhundert und ist bereits seit dem Jahr 1983 als Monument historique anerkannt.[2]
- Der Pont-Vieux stammt aus dem 13. Jahrhundert, der Pont-Neuf wurde im Jahr 1734 fertiggestellt.